# Зарема Трасінова
Зарема Абдурахманівна Трасінова (крим. Zarema Trasinova), (нар. 17 грудня 1939, Сімферополь, Крим, Україна) — кримськотатарська художниця-графік, книжкова ілюстраторка, заслужена художниця АР Крим.

## Біографія
У травні 1944 року разом із родиною була депортована радянським урядом з Криму до Узбекистану.
У 1958–1963 рр. навчалася у художньому училищі імені Павла Бенькова у Ташкенті. 
У 1967–1972 рр. навчалася на відділенні книжкової графіки Ташкентського театрально-художнього інституту ім. О.Островського. 
З 1972 року працювала у книжковому видавництві імені Гафура Гуляма у Ташкенті, де оформила близько 200 книг. Понад 20 з них було удостоєно почесних дипломів на міжнародних конкурсах.  
У 1976 стала членкинею Національної спілки художників України, яка на той час була в складі Спілки художників СРСР. Учасниця міжнародних виставок. 
У 1994 році переїхала на постійне місце проживання до Криму.
Одружена з кримськотатарським художником Алімом Усеїновим. Має двох дочок і трьох онуків.

## Творчість
Провідна тема творчості художниці — традиції і фольклор кримських татар. Створювала графіку, натюрморти, пейзажі і живописні твори («Іриси», «Мрії рожевого саду», «Пері», «Благословіння Беасальській долині» та ін.).
Загалом оформила понад 300 ілюстрованих книжок, зокрема збірки кримськотатарського фольклору, поезію, дитячу літературу та твори, присвячені депортації кримських татар (цій темі присвятила серію ілюстрацій «Чорні вітри 1944 року»).
Серед ілюстрованих Заремою Трасіновою книг:
- дитяча збірка поета Біляла Мамбета «Качине озеро» (перша оформлена нею книга), 1971;
- «Анекдоти Ахмет-Ахая», 1976;
- книги віршів класика кримськотатарської поезії Ашика Умера, 1976;
- збірка поезій класика узбецької поезії Мукімі, 1978;
- «Дестанлар» («Епоси»), 1980;
- «Тапмаджалар» («Загадки»), 1988;
- кримськотатарський буквар «Еліфбе», 1989;
- «Легенди та казки кримських татар», 1991;
- поема «Великий напис на честь Культегіна» (у кримському видавництві «Доля»).

У 2004 році присвятила 60-річчю депортації свого народу виставку власних робіт у Спілці художників Криму. Були представлені ілюстрації до понад 300 книг, десятки літографій, графічних і живописних творів.